# (39184) Willgrundy
(39184) Willgrundy est un astéroïde de la ceinture principale.

## Description
(39184) Willgrundy est un astéroïde de la ceinture principale. Il fut découvert le 24 novembre 2000 à la station Anderson Mesa par le programme LONEOS. Il présente une orbite caractérisée par un demi-grand axe de 2,77 UA, une excentricité de 0,06 et une inclinaison de 4,3° par rapport à l'écliptique.

## Compléments